# Frost
Frost (フロスト) とは、ファイル共有機能及び掲示板機能を有したFreenetのフロントエンド。

## 特徴
Freenetを用いて相手先と通信を行うため、匿名での発言及びファイルの共有が可能となっている。このため一般社会の常識や体面を考慮せずに自由な発言や行動ができる。その一方で匿名であることを逆手に取り根拠のない誹謗中傷を行ったり、違法なファイル共有を行う等の問題点も指摘されている。